# Bisbat d'Acqui
El bisbat d'Acqui (italià: Diocesi di Acqui; llatí: Dioecesis Aquensis) és una seu de l'Església catòlica, sufragània de l'arquebisbat de Torí, que pertany a la regió eclesiàstica Piemont. El 2012 tenia 144.600 batejats d'un total de 152.000 habitants. Actualment està regida pel bisbe Pier Giorgio Micchiardi.

## Territori

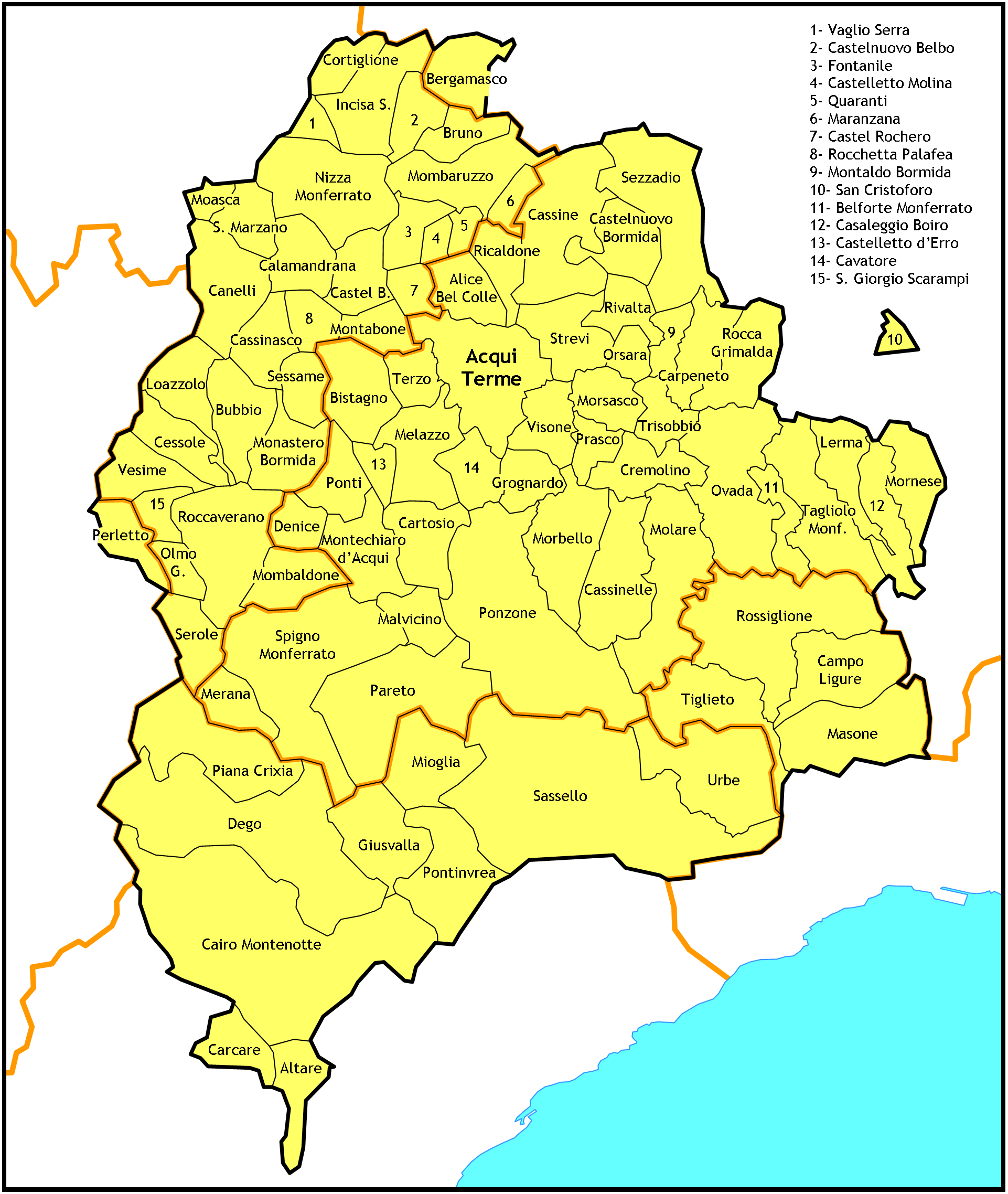
Mapa de la diòcesi d'Acqui

El territori de la diòcesi s'estén sobre 1.683 km², dels quals aproximadament el 70% estan al Piemont i el 30% a Ligúria. A nivell provincial la divisió és la següent: vers el 47% a la província d'Alessandria, el 23% a la província de Savona, el 22% a la província d'Asti, un 7% a la ciutat metropolitana de Gènova i menys de l'1% a la província de Cuneo.
- Província d'Alessandria: Alice Bel Colle, Acqui Terme, Belforte Monferrato, Bergamasco, Bistagno, Carpeneto, Cartosio, Casaleggio Boiro, Cassine, Cassinelle, Castelletto d'Erro, Castelnuovo Bormida, Cavatore, Cremolino, Denice, Grognardo, Lerma, Malvicino, Merana, Montaldo Bormida, Montechiaro d'Acqui, Mornese, Morsasco, Orsara Bormida, Ovada, Pareto, Ponti, Ponzone, Prasco, Ricaldone, Rivalta Bormida, Rocca Grimalda, San Cristoforo, Sezzadio, Spigno Monferrato, Strevi, Tagliolo Monferrato, Terzo, Trisobbio, Visone.
- Província d'Asti: Bruno, Bubbio, Calamandrana, Canelli, Cassinasco, Castel Boglione, Castelletto Molina, Castelnuovo Belbo, Castel Rocchero, Cessole, Cortiglione, Fontanile, Incisa Scapaccino, Loazzolo, Maranzana, Melazzo, Moasca, Molare, Mombaldone, Mombaruzzo, Monastero Bormida, Montabone, Morbello, Nizza Monferrato, Quaranti, Roccaverano, Rocchetta Palafea, San Marzano Oliveto, Serole, Sessame, Vaglio Serra, Vesime.
- Província de Cuneo: Perletto.
- Città metropolitana di Genova: Campo Ligure, Masone, Rossiglione, Tiglieto.
- Província de Savona: Altare, Cairo Montenotte, Carcare, Dego, Giusvalla, Mioglia, Piana Crixia, Pontinvrea, Sassello, Urbe.

La diocesi limita amb els bisbats d'Alba i de Mondovì a oest, de Gènova i Savona-Noli al sud, de Tortona a l'est, i d'Asti i Alessandria al nord.
La seu episcopal és la ciutat d'Acqui Terme, on es troba la catedral de l'Assunzione di Maria Vergine.
La diòcesi està dividida en 115 parròquies, agrupades en 7 zones pastorals:
- Zona pastoral d'Acqui Terme - 18 parròquies;
- Zona pastoral d'Alessandria - 9 parròquies;
- Zona pastoral de les Due Bormide - 20 parròquies;
- Zona pastoral Ligure - 7 parròquies;
- Zona pastoral de Nizza-Canelli - 29 parròquies;
- Zona pastoral Ovadese - 16 parròquies;
- Zona pastoral Savonese - 14 parròquies.

## Història
La presència d'una comunitat cristiana al segle i està testificada per una làpida que es trobà el 1660 en un cementiri de la ciutat. Les decoracions a la catedral seguint la tradició i mostrant el Silvestre I qui el 323 hauria fundat la diòcesi i hauria sigut el primer bisbe Sant Maggiorino, qui sempre ha venerat com a patró de la diòcesi. Els primers bisbes estan documentats per un pergamí del segle xi; segons molts autors és una llista de confiança, encara que el primer bisbe documentat sigui Ditario, la làpida del qual, descoberta el 1753, dona com a data de la mort el 488.
Fins al segle v el desenvolupament de l'església local és continu, pel que podem dir que al final d'aquest segle, tota la població és cristiana, però a partir del 490 amb el començament de les invasions de les poblacions del nord d'Europa, entre altres els longobards i els francs va començar un període de patiment que va durar més de quatre segles, sense oblidar que en el 905 i el 936 van tenir lloc dues invasions de pirates sarraïns que van reduir la població a condicions deplorables. Testimoni d'aquest període fosc de l'església local és una carta del bisbe Valentino datada a la fi del segle vii: «En la nostra regió, tots els dies, bullint de fúria dels pobles hostils, ara amb la lluita, ara amb incursions i saquejos. Tota la nostra vida està plena de preocupacions i inquietuds, sempre estem envoltats i tancat per una multitud de persones. Un recurs que ens queda, la nostra fe perquè la vida és una font d'orgull, per al qual el morir és un guany sense límits.»
Amb l'inici del segon mil·lenni vam ser testimonis d'un nou floriment de l'espiritualitat i de l'activitat apostòlica, de fet, entre 1034 i 1070 es construí una nova catedral, a més que es construïren abadies i es reorganitzaren les esglésies.
Al segle xii, el Papa Alexandre III, va fundar la ciutat d'Alessandria, i pensà a traslladar-hi el bisbe, encara que la ciutadania era contrària i aquest fet generaria profunda rivalitat entre les dues ciutats.
El naixement dels municipis a la zona no estava en contraposició a l'església local, fins i tot la redacció dels estatuts ciutadans van ser inspirada en els principis evangèlics d'amor cap als altres
Durant el segle xvi tenim moltes notícies de la diòcesi d'Acqui a causa de les nombroses i documentades visites a la diòcesi de sant Carles Borromeo que de les moltes cartes que hem rebut, enviades amb l'arquebisbe de Milà i el bisbe d'Acqui, Pietro Fausto Costacciara. A partir d'aquests documents sorgeix una imatge de les parròquies de la pobresa extrema, però riques amb tanta fe.
En el període entre 1625 i el 1648 la invasió dels francesos i dels espanyols i les seves lluites pel control del territori i provocarien l'empitjorament de la situació econòmica local i l'epidèmia de pesta entre el 1630 i el 1631, que va delmar la població. En aquest període va sorgir la figura del bisbe Gregorio Pedroca que es va dedicar a l'atenció de víctimes de la pesta, fins a quedar ell mateix contagiat.
A través dels segles han sorgit figures molt importants dins de la diòcesi i de l'Església universal: Carlo Capra, fundador de l'orfenat, sant Pau de la Creu, fundador dels Pares Passionistes; santa Maria Dominica Mazzarello, cofundadora de les Filles de Maria Auxiliadora; sant Giuseppe Marello, fundador dels Oblats de Sant Josep; la beata Teresa Bracco, la beata Chiara Badano, el venerable Paolo Pio Perazzo.

## Cronologia episcopal
- Maggiorino † (segle iv)
- Massimo †
- Severo †
- Andrea †
- Adeodato †
- Ditario † (? - 26 de gener de 488 mort)
- Sifidio † (Segle VI)
- Sedaldo † (Segle VI)
- Primo † (Segle VI)[1]
- Valentino † (citat el 680)
- Tito † (segle viii)[2]
- Odalberto † (citat el 844)
- Ragano † (citat el 864)
- Bodone † (abans del 876 - després de 891)
- Sedaldo † (en època del Papa Formós)
- Badone † (segle x)[3]
- Dodone † (abans del segle x)
- Restaldo † (citat el 936 aproximadament)
- Adalgiso † (abans de 945 - després de 952)
- Gotofredo † (abans de 967 - després de 969)
- Benedetto † (975 - 978)
- Arnaldo † (978 - 24 de juny de 989 mort)
- Primo II † (989 - 1018)
- Brunengo † (1018 - 3 de novembre de 1022 mort)
- Dudone † (gener de 1023 - 15 de gener de 1033 mort)
  - Sede vacante
- San Guido I † (1034 - 2 de juny de 1070 mort)
- Opizzone † (1070 - 1073)[4]
- Alberto † (13 d'octubre de 1073 - 4 de juliol de 1079)
- Azzone † (7 d'abril de 1098 - després de setembre de 1132)[5]
- Uberto † (vers 1136 - juliol de ? 1148 deposat)
- Enrico † (citat al d'agost de 1149)
- Guglielmo † (citat al de gener de 1161)
- Galdino o Gaudino † (vers 1170)
- Uberto II † (abans d'agost de 1177 - després d'agost de 1181)
- Ugo Tornielli † (11 de novembre de 1183 - novembre de 1213 renuncià)
- Anselmo I † (abans d'agost de 1215 - després de novembre de 1226)
- Ottone I † (abans d'agost de 1231 - desembre de 1238 renuncià)
- Giacomo di Castagnole † (1239 - gener de 1240 renuncià)
- Guglielmo II † (1240 - 10 de maig de 1251)
- Alberto dei Marchesi di Incisa † (27 d'agost de 1251 - 1251 o 1252 renuncià)
- Enrico † (29 d'abril de 1252 - 24 de maig de 1258 mort)
- Alberto II † (29 de novembre de 1258 - 9 desembre de 1270 mort)[6]
- Bandino o Baudicio † (7 d'agost de 1276 - 1277 renuncià o mort)
  - Tommaso da Camona † (1277 - 1277 mort) (bisbe electe)
  - Sede vacante (1277-1283)[7]
- Oglerio (o Oggero Cellino) † (abans d'agost de 1283 - després de 7 de novembre de 1304 mort)[8]
- Oddone Belingeri † (24 de juny de 1305 - 1334)
- Ottobono del Carretto † (1335 - 1342)[9]
- Guido II dei Marchesi di Incisa † (18 de juliol de 1342 - després de 1367)
- Evordo † (citat el 8 de març de 1369)
- Giovanni † (citat el 16 de febrer de 1370)
- Giacomo dei Marchesi di Incisa † (11 de maig de 1373 - 6 de setembre de 1373 mort)
- Francesco † (21 de novembre de 1373 - ? mort)
  - Corrado Malaspina, O.F.M. † (10 de setembre de 1380 - ?) (antibisbe)
  - Beroaldo † (1382 - ?) (antibisbe)
  - Valentino † (1388 - ?) (antibisbe)[10]
  - Guido † (1400 - ?) (antibisbe)
  - Roberto † (1403 - ?) (antibisbe)
- Beato Enrico Scarampi † (febrer de 1396 - 10 d'abril de 1403 nomenat bisbe de Feltre e Belluno)
- Bonifacio da Corgnato, O.F.M. † (5 de maig de 1403 - ?)[11]
- Percivalle Sigismondo † (10 de juliol de 1408 - ? mort)
- Matteo Gisalberti † (24 de setembre de 1423 - ? mort)[12]
- Bonifacio II di Sigismondo † (8 d'agost de 1437 - ? mort)
- Tommaso De Regibus † (14 d'octubre de 1450 - 1483 mort)
- Costantino Marenco † (20 de febrer de 1484 - 1497 mort)
- Ludovico Bruno † (9 de gener de 1499 - 1508 mort)
- Domenico Solino † (28 de juliol de 1508 - ? mort)[13]
- Giovanni Vincenzo Carafa † (31 d'agost de 1528 - ? renuncià)
- Pierre van der Worst (Vorstius) † (20 de febrer de 1534 - 8 desembre de 1548 mort)
- Bonaventura Fauni-Pio, O.F.M.Conv. † (9 d'abril de 1549 - 1558 renuncià)
- Pietro Fauno di Costacciara † (23 de març de 1558 - 1585 renuncià)
- Giovanni Francesco Biandrate di San Giorgio Aldobrandini † (12 d'agost de 1585 - 1598 renuncià)
- Camillo Beccio, C.R.L. † (25 de novembre de 1598 - 1620 mort)
- Gregorio Pedrocca, O.F.M. † (16 de novembre de 1620 - 1632 mort)
- Felice Crocca (o Crova), O.F.M.Conv. † (7 de juliol de 1632 - 1645 mort)
  - Clemente dalla Chiesa † (1645 - 1647 mort) (bisbe electe)
- Giovanni Ambrogio Bicuti (o Beccuti) † (27 de maig de 1647 - 10 de març de 1675 mort)
- Carlo Antonio Gozzano † (30 de setembre de 1675 - 11 desembre de] 1721 mort)
  - Sede vacante (1721-1727)
- Giambattista Roero di Pralormo † (1 d'octubre de 1727 - 3 de febrer de 1744 nomenat arquebisbe de Torí)
- Alessio Ignazio Marucchi † (13 d'abril de 1744 - 13 de maig de 1754 mort)
- Carlo Giuseppe Capra † (17 de febrer de 1755 - 22 desembre de 1772 mort)
- Giuseppe Anton Maria Corte, O.E.S.A. † (13 de setembre de 1773 - 18 de juliol de 1783 nomenat bisbe de Mondovì)
- Carlo Luigi Buronzo del Signore † (20 de setembre de 1784 - 26 de setembre de 1791 nomenat bisbe de Novara)
  - Sede vacante (1791-1796)
  - Carlo Giuseppe Compans de Bichanteau † (20 de juliol de 1796 - 25 d'agost de 1796 mort) (bisbe electe)[14]
- Giacinto della Torre, O.E.S.A. † (24 de juliol de 1797 - 26 de juny de 1805 nomenat arquebisbe de Torí)
- Maurice-Jean Madeleine de Broglie † (26 de juny de 1805 - 3 d'agost de 1807 nomenat bisbe de Gand)
- Luigi Antonio Arrighi de Casanova † (3 d'agost de 1807 - 29 desembre de 1809 mort)
  - Sede vacante (1810-1817)[15]
- Carlo Giuseppe Maria Sappa de Milanes † (1 d'octubre de 1817 - 25 desembre de 1834 mort)
- Luigi Eugenio Contratto, O.F.M.Cap. † (21 de novembre de 1836 - 6 desembre de 1867 mort)
  - Sede vacante (1867-1871)
- Giuseppe Maria Sciandra † (27 d'octubre de 1871 - 25 de maig de 1888 mort)
- San Giuseppe Marello † (11 de febrer de 1889 - 30 de maig de 1895 mort)
- Pietro Balestra, O.F.M.Conv. † (29 de novembre de 1895 - 17 desembre de 1900 nomenat arquebisbe de Càller)
- Disma Marchese † (15 d'abril de 1901 - 25 de novembre de 1925 mort)
- Lorenzo Del Ponte † (14 de maig de 1926 - 18 desembre de 1942 mort)
- Giuseppe Dell'Omo † (12 de maig de 1943 - 1 de juliol de 1976 jubilat)
- Giuseppe Moizo † (1 de juliol de 1976 - 2 de febrer de 1979 mort)
- Livio Maritano † (30 de juny de 1979 - 9 desembre de 2000 jubilat)
- Pier Giorgio Micchiardi, des del 9 desembre de 2000

## Estadístiques
El 2012, la diòcesi tenia 144.600 batejats sobre una població de 152.000 persones, equivalent al 95,1% del total.
| any  | població | població | població | sacerdots | sacerdots       | sacerdots       | sacerdots             | diaques | religiosos | religiosos | parroquies |
| ---- | -------- | -------- | -------- | --------- | --------------- | --------------- | --------------------- | ------- | ---------- | ---------- | ---------- |
| any  | batejats | total    | %        | total     | clergat secular | clergat regular | batejats por sacerdot | diaques | homes      | dones      |            |
| 1950 | 179.800  | 180.000  | 99,9     | 344       | 285             | 59              | 522                   |         | 50         | 230        | 147        |
| 1959 | 173.750  | 174.000  | 99,9     | 286       | 259             | 27              | 607                   |         | 27         | 218        | 145        |
| 1970 | 164.103  | 164.530  | 99,7     | 255       | 215             | 40              | 643                   |         | 43         | 641        | 150        |
| 1980 | 150.500  | 151.100  | 99,6     | 194       | 166             | 28              | 775                   | 1       | 34         | 435        | 152        |
| 1990 | 142.000  | 143.000  | 99,3     | 178       | 149             | 29              | 797                   |         | 31         | 390        | 115        |
| 1999 | 143.360  | 145.288  | 98,7     | 148       | 127             | 21              | 968                   | 4       | 21         | 313        | 115        |
| 2000 | 143.200  | 145.120  | 98,7     | 151       | 124             | 27              | 948                   | 4       | 29         | 315        | 115        |
| 2001 | 142.500  | 144.950  | 98,3     | 147       | 120             | 27              | 969                   | 4       | 28         | 313        | 115        |
| 2002 | 141.450  | 145.830  | 97,0     | 144       | 117             | 27              | 982                   | 4       | 28         | 308        | 115        |
| 2003 | 140.823  | 146.420  | 96,2     | 143       | 118             | 25              | 984                   | 5       | 26         | 296        | 115        |
| 2004 | 141.506  | 145.488  | 97,3     | 145       | 116             | 29              | 975                   | 5       | 30         | 344        | 115        |
| 2006 | 137.000  | 145.000  | 94,5     | 135       | 113             | 22              | 1.014                 | 8       | 22         | 349        | 115        |
| 2012 | 144.600  | 152.000  | 95,1     | 101       | 93              | 8               | 1.431                 | 16      | 8          | 351        | 115        |